# Shax
En demonología, Shax (también llamado Chax, Shan, Shass, Shaz, y Scox) es un demonio marqués (y un duque para algunos autores) del infierno; que tiene bajo su mando a treinta legiones de demonios. Él se convierte en la vista, la audición y la comprensión de cualquier persona en virtud de la solicitud del conjuro y roba dinero a los reyes de las casas, devolviéndolo en 1.200 años. También roba caballos y todo lo que el que lo invoque desee. Shax también puede descubrir cosas ocultas si no están protegidas por espíritus malignos. 
Shax se piensa que es fiel y obediente, pero es un gran mentiroso y engaña al que lo invoque a menos que sea obligado a entrar en un triángulo Mágico. Donde hablará "maravillosamente" y dirá la verdad.
- Datos: Q3232523
- Multimedia: Shax / Q3232523